# Indian River Estates
Indian River Estates est une census-designated place du comté de Sainte-Lucie, dans l'État de Floride, aux États-Unis,. En 2020, elle compte une population de 6 584 habitants.